# BBC Online
BBCオンライン(旧：BBCi)は英国放送協会のオンラインサービスであり、BBCニュースやBBCスポーツ、オンデマンドビデオ、BBCiPlayerのラジオ配信、就学前児童対象のサイトCBeebies、学習サービスBitesizeなどの話題のサイトのネットワークを構成している。BBCによるテレビやラジオ番組、ウェブ独自配信などの取り組みは1994年以降行っており、公式には1997年に開始し、配信サービス自体でテレビライセンス収益を得て後に政府の出資対象となった。 民間放送局からの妨害を受け、英国市場でのBBCへの歪な公的資金投入について公の協議や政府の調査が実施された。
開設から複数回リニューアルによるブランド変更がなされ、BBCオンライン、bbc.co.uk、BBCi、となり2008年に現名称に戻った。 ウェブサイト人気はAlexa調査による2013年1月時点で55位であり 、世界最大のニュースサイトである。 2007年までに200万ページが存在する。

## コンテンツ

2008年から2022年までの旧ロゴ

ニュース、スポーツ、音楽、科学、技術、エンターテインメントなど幅広く取り扱っている。掲載内容はイギリス向けであるが、ニュースやスポーツは国際向けも用意しており、またウェールズ、スコットランド、北アイルランド向けの内容も別に揃えている。
トップレベルドメインにてニュース、スポーツ、天気、iPlayer、テレビ、ラジオを用意しており、タスクバーから移動できる。その他のドメインも存続しており、ドロップダウンリストからCBBC、CBeebies、コメディ、グルメ、健康、歴史、教育、音楽、科学、自然なども選択できる。アーカイブ、芸術・文化、倫理学、園芸、育児、宗教、旅行などはBBCのA-Z索引ページから利用できる。

## 参照
- BBCニュース・オンライン
- 言語教育